# Neolindleya camtschatica
Neolindleya camtschatica là một loài thực vật có hoa trong họ Lan. Loài này được (Cham.) Nevski mô tả khoa học đầu tiên năm 1935.

## Hình ảnh

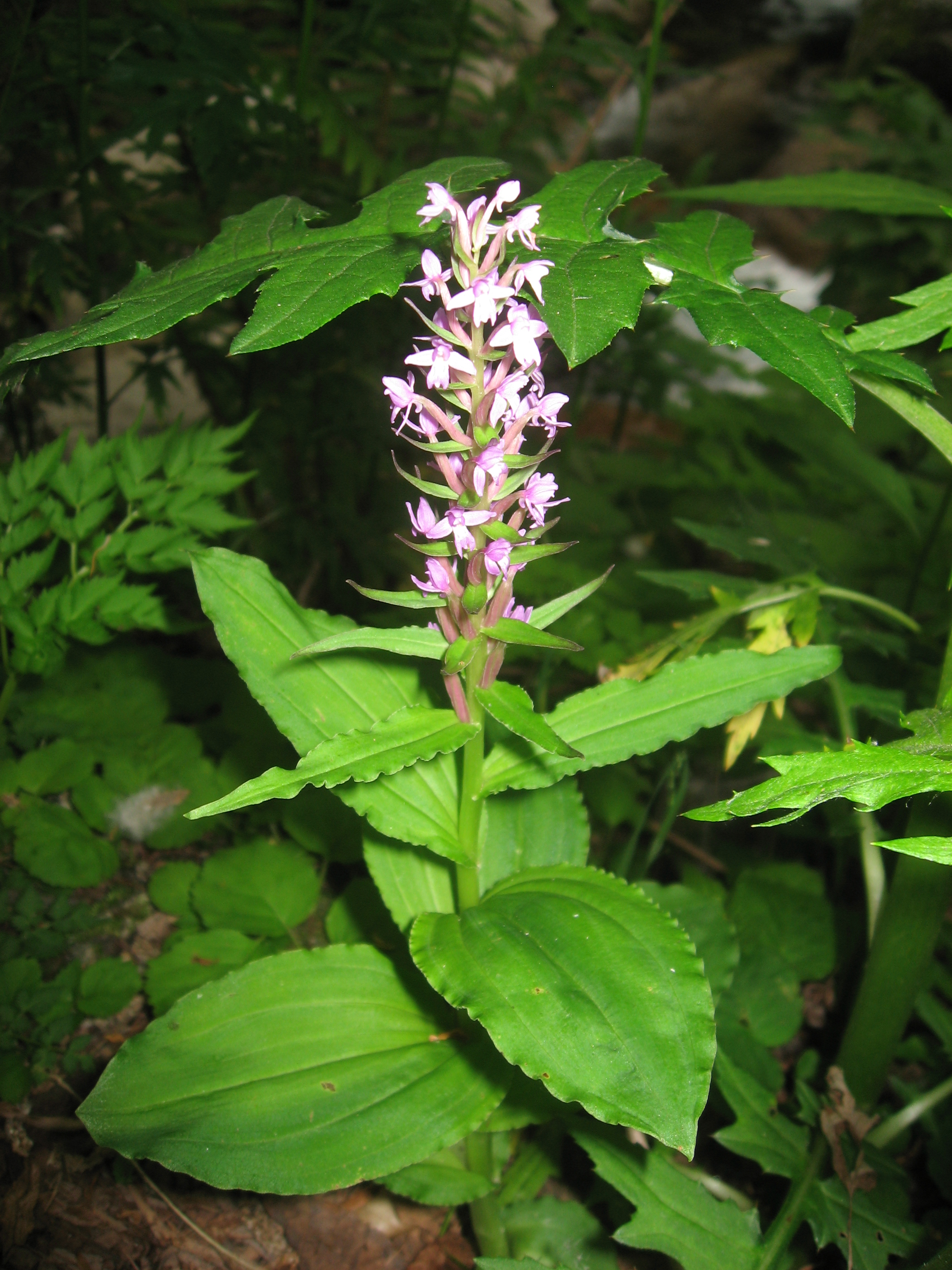
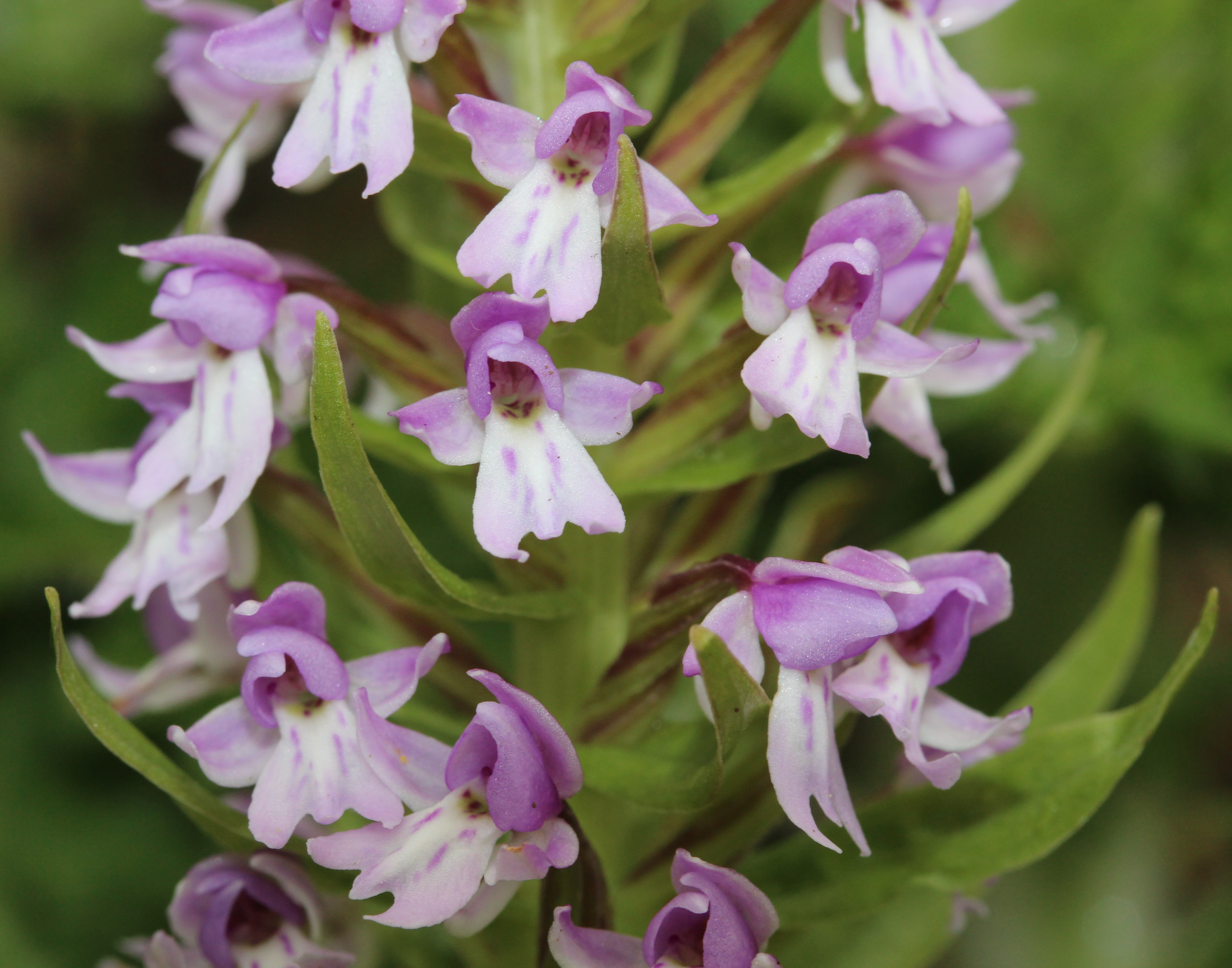
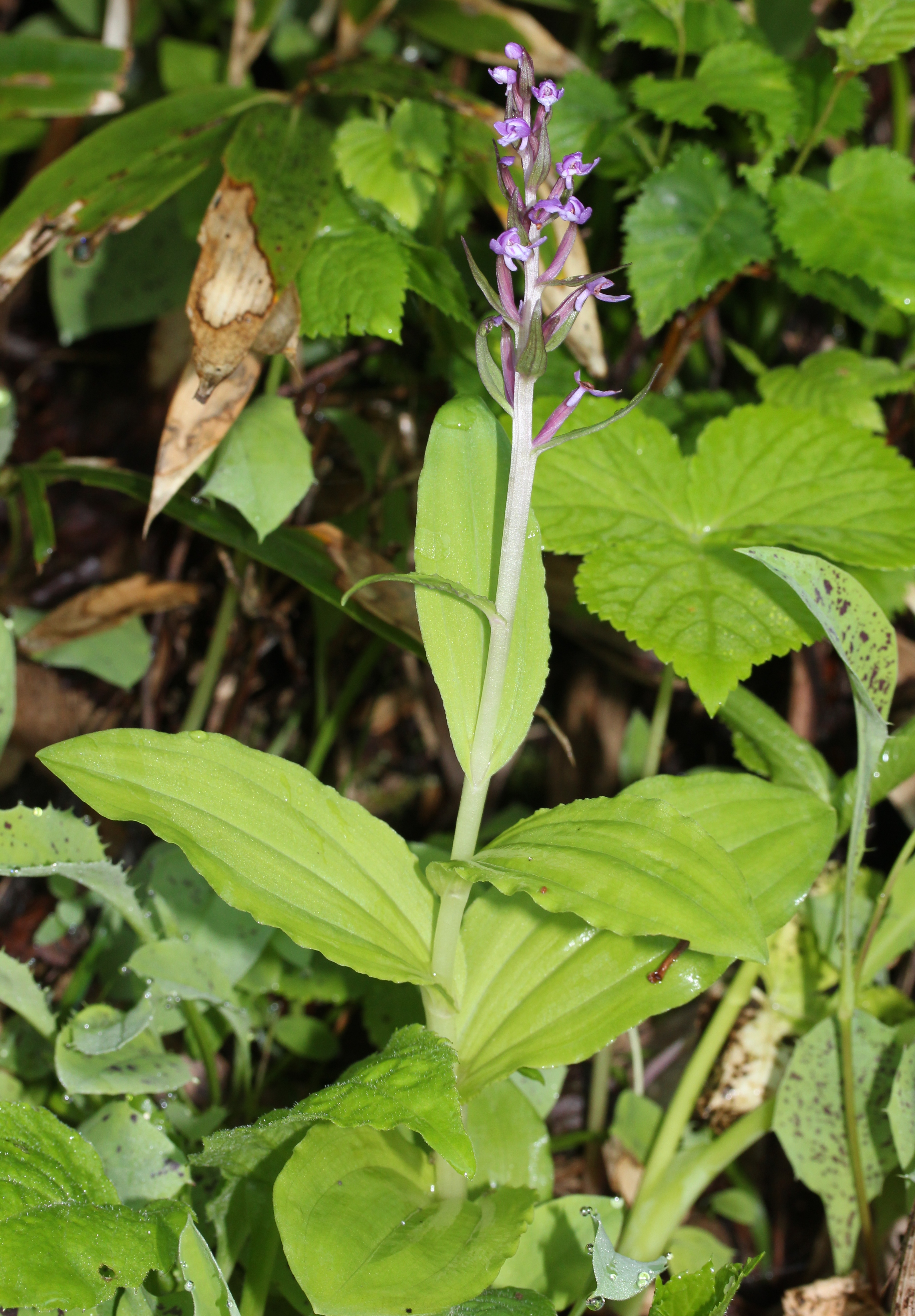